# 茂木雅夫
茂木 雅夫（もぎ まさお、1936年6月3日 - ）は、 日本文学研究者、作家。

## 経歴
茨城県行方市に生まれる。茨城県立麻生高等学校普通科を卒業した後に作家を志望して上京。1960年に早稲田大学文学部日本文学科を卒業。この年の4月から聖光学院中学校・高等学校の国語教諭として2000年3月まで勤務。1994年9月から2012年3月まで日本大学（大学院）芸術学部文芸科の非常勤講師を勤めた。

## 著書
評論
- 『横光利一　近代小説の存亡』1976年、桜楓社
- 『日本の小説　光と形』1976年、桜楓社（1983年増補改訂版刊行）
- 『横光利一の表現世界』1995年、勉誠社 ISBN 978-4585050155
- 『日本文学の魅力　横光文学の位置』2003年、エスアイビー・アクセス ISBN 978-4434029455

対訳書（いずれも編著）
- 『対訳　漢文読本』1985年、白帝社
- 『対訳　漢文法読本』1998年、一幸堂
- 『対訳　漢文法読本』2000年、名鑑社
- 『対訳　唐詩孫子等読本』2000年、名鑑社
- 『対訳　論語老子等読本』2000年、名鑑社
- 『小説の日本漢文（対訳）　みずほの国　高度な漢文法の修得』2010年、エスアイビー・アクセス ISBN 978-4-434-14532-2

小説
- 『日本の夕映えに立つ』2006年、エスアイビー・アクセス ISBN 978-4434077746
- 『美の深奥　花の変幻』2014年、エスアイビー・アクセス ISBN 978-4-434-19061-2